# Belevi, Selçuk
Belevi là một thị trấn thuộc huyện Selçuk, tỉnh İzmir, Thổ Nhĩ Kỳ. Dân số thời điểm năm 2010 là 2.228 người.